# Бриссон, Матюрен-Жак
Матюрен Жак Бриссон (фр. Mathurin Jacques Brisson; 30 апреля 1723 — 23 июня 1806) — французский зоолог и естествоиспытатель.

## Биография
Матюрен Жак Бриссон родился 30 апреля 1723 года в Фонтене-ле-Конте (департамент Вандея, Франция).
Один из учеников Рене Антуана Реомюра. Состоял профессором физики в Наваррской коллегии в Париже, потом в Центральной школе и в Бонапартовском лицее.
Матюрен Жак Бриссон умер 23 июня 1806 года в городе Париже.

## Избранная библиография
- «Dictionnaire raisonné de physique» (2 тома, Париж, 1781);
- «Ornithologia» (6 т., Париж, 1760);
- «Le Regne animal» (Париж, 1756);
- «Pesanteur specifique des corps» (Париж, 1787)[2].